# North & South (datorspel)
North & South är ett strategispel utvecklat av Infogrames. Det släpptes 1989 och fanns tillgängligt för plattformarna Amiga, Atari ST, Commodore 64, DOS, NES, Amstrad CPC, MSX och ZX Spectrum. Spelet handlar om Amerikanska inbördeskriget och är baserat på den belgiska serien Blårockarna.
Spelet kan spelas av en eller två spelare, som får välja att spela som nord eller syd. Spelet utgörs av en skärm med sydstatare på ena sidan och nordstatare på andra. Tre trupper, infanteri, kavalleri samt artilleri, kan styras och matcherna avgörs tämligen snabbt.

### Fotnoter
1. ↑  läs online, www.abandonware-france.org .[källa från Wikidata]
2. 1 2 3  ”North & South”. NES DB. 26 februari 1990. Arkiverad från originalet den 21 april 2014. https://web.archive.org/web/20140421064511/http://www.nesdb.se/game_more.php?id=1092&rid=1. Läst 19 april 2014.